# Fast Train
«Fast Train» (en español: «Tren rápido») es una canción de la banda canadiense de rock April Wine, la cual se encuentra en el álbum debut homónimo del grupo y fue publicado como sencillo en 1971 por Aquarius Records.  Este tema fue compuesto por Myles Goodwyn.

## Recepción
Este sencillo fue el primero del álbum y su primer éxito en Canadá, debido a que logró colocarse en la 38.º posición de la lista de los 100 mejores sencillos de la Revista RPM el 10 de julio de 1971.  Fue tal el éxito de «Fast Train» que permitió que April Wine consiguiera grabar otro álbum al año siguiente.

## Otras apariciones
«Fast Train» aparece en la banda sonora de la película Natural Enemy de 1997, la cual fue protagonizada por Donald Sutherland y William McNamara.

## Lista de canciones

### Lado A
| Side one |              |               |          |  |
| N.º      | Título       | Escritor(es)  | Duración |  |
| 1.       | «Fast Train» | Myles Goodwyn | 3:19     |  |

### Lado B
| Side two |         |                                                      |          |  |
| N.º      | Título  | Escritor(es)                                         | Duración |  |
| 2.       | «Wench» | Goodwyn / David Henman / Jim Henman / Ritchie Henman | 4:06     |  |

## Listas
| Año  | País   | Lista                    | Posición máxima |
| ---- | ------ | ------------------------ | --------------- |
| 1971 | Canadá | RPM Magazine Top Singles | 38.º            |